# Gilia
Gilia là một chi thực vật có hoa trong họ Polemoniaceae.

## Loài
Chi Gilia gồm các loài: